# Edgar Colle
Edgar Colle (Gant, 18 de maig de 1897 – 20 d'abril de 1932) fou un jugador d'escacs belga. La seva carrera escaquística es va veure afectada per la seva mala salut. Va sobreviure a tres operacions per intentar solucionar una úlcera pèptica i va morir després d'una quarta, a l'edat de 34 anys.
|  |

## Resultats destacats en competició
En la seva curta carrera, va obtenir uns resultats excel·lents. Va guanyar el campionat de Bèlgica cinc cops, els anys 1922, 1924, 1925, 1928 i 1929, a més de ser sis cops Campió de la Federació belga, en el mateix interval.
Va participar en la I Olimpíada d'escacs no oficial a Paris, 1924, on Bèlgica quedà en 9a posició en la classificació per equips, i en l'apartat individual, Colle obtingué la medalla d'argent en quedar tercer a la final del Campionat del Món Amateur (el campió fou Hermanis Matisons). El 1926 va participar a títol particular al 1st FIDE Masters, torneig individual que es disputà en paral·lel a la competició per equips de la II Olimpíada d'escacs no oficial a Budapest i empatà als llocs 7è-8è amb Richard Réti (el torneig individual el guanyaren ex aequo Ernst Grünfeld i Mario Monticelli, i la competició per equips, Hongria).
Pel que fa a torneigs internacionals, obtingué entre d'altres, el primer lloc a Amsterdam 1926, per davant de Savielly Tartakower i del futur Campió del món Max Euwe; el primer lloc a Merano 1926, per davant d'Esteban Canal; i el primer lloc a Scarborough 1930, per davant de Géza Maroczy i d'Akiba Rubinstein. El 1929 fou 14è al fort Torneig de Carlsbad (el campió fou Aron Nimzowitsch). Fou dotzè al torneig de Bled de 1931, (el campió fou un estel·lar Aleksandr Alekhin).

## Obertura Colle
Colle és recordat avui en dia principalment per haver estat pioner en el desenvolupament de l'obertura d'escacs coneguda actualment com a sistema Colle: 1.d4 d5 2.Cf3 Cf6 3.e3. Les blanques normalment continuen amb Ad3, 0-0, i Cbd2, intentant una ruptura central amb e4. L'obertura és, de fet, una defensa Semi-Eslava amb colors canviats. En resposta al cop ...c5 de les negres, les blanques acostumen a sostenir el centre amb c3. El sistema Colle fou molt emprat a finals dels 1920 i els 1930. El mateix Colle el jugà entre 1925 i la seva mort el 1932, guanyant moltes partides amb aquesta obertura, inclosos uns quants dibuixos. La partida Colle-O'Hanlon, de Niça 1930, és molt famosa, i un dels més coneguts exemples de regal grec.
L'obertura va obtenir una gran popularitat, especialment als Estats Units mercès als esforços del Mestre Internacional (i més tard GM honorífic) belga-americà George Koltanowski, qui es va mantenir fidel al Sistema Colle al llarg de tota la seva carrera, i en va escriure diversos llibres. Koltanowski deia que jugava l'obertura com un homenatge al seu amic Colle. En algunes fonts, l'obertura és anomenada de vegades com el sistema Colle-Koltanowski.
El sistema Colle no ha obtingut el favor dels jugadors d'alt nivell, atès que ràpidament es varen trobar bones defenses per les negres. La Teoria dels escacs actual titlla el sistema de segur però passiu. Malgrat tot, a causa de la seva sòlida estructura de peons, lògic emplaçament de les peces, i estratègia coherent, l'obertura sovint agrada molt els jugadors novells, com una manera segura d'obtenir un mig joc jugable. Per això, el sistema és sovint emprat en torneigs d'aficionats i d'escolars, però és rar en torneigs de professionals. De tota manera, l'han emprat alguns cops darrerament els Grans Mestres Pia Cramling, Susan Polgar, i especialment l'excandidat al títol mundial Artur Iussúpov, qui prefereix jugar-lo amb b3 i un fianchetto de dama, un sistema conegut com a Colle-Zukertort.